# Lee Hong-ki
Lee Hong-ki (이홍기?, 李弘基?, I Hong-giLR; Seul, 2 marzo 1990) è un cantante e attore sudcoreano.

## Carriera
Ha fatto il suo debutto nel 2002 in una serie televisiva per bambini ed immediatamente sceglie d'intraprendere la carriera musicale. Debutta come cantante nel 2007 con il gruppo rock F.T. Island, e oltre ad essere batterista suona anche chitarra e pianoforte. Ha una sorella minore, e si è specializzato nel 2009 in studi teatrali.
Nel 2008 gli era stato offerto il ruolo di attore protagonista in Gongbu-ui sin, remake coreano del dorama Dragon Zakura, ma ha dovuto successivamente rinunciare a causa del fitto programma d'impegni con la sua band di quel periodo.
Nel 2009 ha avuto un ruolo di rilievo come Lisandro nel musical ispirato a Sogno di una notte di mezza estate di William Shakespeare. Nello stesso anno ha recitato nella parte di uno dei protagonisti nel drama coreano Minam-isine-yo; ha inoltre cantato come solista varie canzoni della colonna musicale della serie.
Nel 2011 è protagonista del dorama giapponese comico-sportivo Muscle Girl, in cui fa la parte di una star coreana che si presta a fare l'arbitro in un incontro di boxe femminile. In Noriko, Seoul-e gada assume la parte di un adolescente che aspira a diventare un cantante famoso e, incontrando una donna più grande di lui, trova l'ispirazione e la forza di lottare per realizzare il proprio sogno.
Nel 2018 è stato insegnante di canto nel talent show Produce 48.

## Filmografia

### Televisione
- Jajeongeo doduk (자전거 도둑) – serie TV (2002)
- Magic Kid Masuri (매직키드 마수리) – serie TV (2002)
- Areumda-un 5wol (아름다운 5월) – serie TV (2003)
- Nae sontopkkeut-ae pich-i nam-a-it-eo (네 손톱끝에 빛이 남아있어) – serie TV (2004)
- Kkangsun-i (깡순이) – serie TV (2004)
- Bingjeom (빙점) – serie TV (2004)
- Gyeo-ur-a-i (겨울아이) – serie TV (2005)
- Motmallineun gyeolhon (못말리는 결혼) – serie TV, episodio 62 (2008)
- On Air (온에어) – serie TV, episodio 1 (2008)
- Style (스타일) – serie TV, episodio 6 (2008)
- Minam-isine-yo (미남이시네요) – serie TV (2009)
- Bolsurok aegyomanjeom (볼수록 애교만점) – serie TV, episodio 111 (2010)
- Nae yeojachin-guneun gumiho (내 여자친구는 구미호) – serie TV, episodio 16 (2010)
- Muscle Girl (머슬 걸) – serie TV (2011)
- Noriko, Seoul-e gada (노리코, 서울에 가다) – serie TV (2011)
- Cheongdam-dong 111 (청담동 111) – reality (2013)
- Baengnyeon-ui sinbu (백년의 신부) – serie TV (2014)
- Modern Farmer (모던파머) – serie TV (2014)
- A Korean Odyssey – serie TV (2016-2017)

## Discografia

### Da solista

#### EP
- 2015 – FM302
- 2018 – Do n Do

### Discografia giapponese

#### Album in studio
- 2015 – AM302
- 2018 – Cheers

### Colonne sonore
- 2004 – To My Friend (Kangsooni OST)
- 2007 – Lately I (Motmallineun Gyeolhon OST)
- 2009 – Still, Promise (Minam-isine-yo OST)
- 2011 – Even If It's Not Necessary (Neon naege banhaess-eo OST)
- 2013 – I'm Saying (Sangsokjadeul OST)
- 2013 – Jump, Goodbye (Ddeugeoun annyeong OST)
- 2013 – Two Of Us (Uri gyeolhonhaess-eo-yo)
- 2014 – Words I Have Yet To Say (Baengnyeon-ui sinbu OST)
- 2014 – When Love Comes, Do Or Die (Modern Farmer OST)
- 2018 – Raise Me Up (Seuwichi – sesangeul bakkwora OST)

## Teatro
- Sogno di una notte di mezza estate (2009)
- Vampire (2014)
- Those Days (2016)